# Генрик Балушинський
Генрик Едвард Балушинський (пол. Henryk Bałuszyński, нар. 15 липня 1972, Кнурув — пом. 1 березня 2012, Руда-Шльонська) — польський футболіст, нападник. Виступав, зокрема, за національну збірну Польщі.
По завершенні кар'єри — футбольний тренер.

## Міжнародна кар'єра
У збірній Польщі провів 15 ігор і забив 4 голи, дебютував 9 лютого 1994 року в матчі проти Іспанії (1-1).

### Статистика виступів за збірну
| №   | Дата              | Місце                  | Суперник          | Результат | Статус              | На полі | Гол |
| --- | ----------------- | ---------------------- | ----------------- | --------- | ------------------- | ------- | --- |
| 1.  | 9 лютого 1994     | Санта-Крус-де-Тенерифе | Іспанія           | 1-1       | Товариський матч    | з 63'   |     |
| 2.  | 4 травня 1994     | Краків                 | Угорщина          | 3-2       | Товариський матч    | з 46'   | Гол |
| 3.  | 17 серпня 1994    | Радом                  | Білорусь          | 1-1       | Товариський матч    | з 46'   |     |
| 4.  | 16 листопада 1994 | Забже                  | Франція           | 0-0       | відбір до Євро 1996 | до 82'  |     |
| 5.  | 10 грудня 1994    | Ер-Ріяд                | Саудівська Аравія | 2-1       | Товариський матч    | до 70'  | Гол |
| 6.  | 29 березня 1995   | Бухарест               | Румунія           | 1-2       | відбір до Євро 1996 | 90'     |     |
| 7.  | 25 квітня 1995    | Забже                  | Ізраїль           | 4-3       | відбір до Євро 1996 | до 46'  |     |
| 8.  | 11 жовтня 1995    | Братислава             | Словаччина        | 1-4       | відбір до Євро 1996 | до 81'  |     |
| 9.  | 15 листопада 1995 | Трабзон                | Азербайджан       | 0-0       | відбір до Євро 1996 | до 67'  |     |
| 10. | 28 лютого 1996    | Рієка                  | Хорватія          | 1-2       | Товариський матч    | до 64'  | Гол |
| 11. | 1 травня 1996     | Мелець                 | Білорусь          | 1-1       | Товариський матч    | до 68'  |     |
| 12. | 9 жовтня 1996     | Лондон                 | Англія            | 1-2       | відбір до ЧС 1998   | 90'     |     |
| 13. | 10 листопада 1996 | Катовиці               | Молдова           | 2-1       | відбір до ЧС 1998   | до 72'  | Гол |
| 14. | 2 квітня 1997     | Хожув                  | Італія            | 0-0       | відбір до ЧС 1998   | до 66'  |     |
| 15. | 30 квітня 1997    | Неаполь                | Італія            | 0-3       | відбір до ЧС 1998   | до 66'  |     |

## Смерть і похорон
Помер у лікарні від аневризми аорти 1 березня 2012 року в Руді-Шльонській. Похований 7 березня 2012 року в Чудові.